# Asteroporpa
Asteroporpa is een geslacht van slangsterren uit de familie Gorgonocephalidae. De wetenschappelijke naam van het geslacht werd in 1856 voorgesteld door Anders Sandoe Örsted en Christian Frederik Lütken.

## Soorten
Ondergeslacht Asteroporpa
- Asteroporpa annulata Örsted & Lütken, 1856
- Asteroporpa australiensis Clark, 1909
- Asteroporpa hadracantha H.L. Clark, 1911
- Asteroporpa lindneri A.H. Clark, 1948
- Asteroporpa pulchra H.L. Clark, 1915

Ondergeslacht Astromoana
- Asteroporpa indica Baker, 1980
- Asteroporpa koyoae Okanishi & Fujita, 2011
- Asteroporpa muricatopatella Okanishi & Fujita, 2011
- Asteroporpa reticulata Baker, 1980